# Tritoplax
Tritoplax is een geslacht van kreeftachtigen uit de klasse van de Malacostraca (hogere kreeftachtigen).

## Soorten
- Tritoplax stebbingi (Barnard, 1946)
- Tritoplax stephenseni (Serène & Soh, 1976)